# أرمين بيرند كريمرز
أرمين بيرند كريمرز (بالإنجليزية: Armin Bernd Cremers)‏ (من مواليد 7 يونيو 1946 في أيسناخ، ألمانيا) وهو عالم رياضيات ألماني وعلم الحاسوب. وهو بروفيسور في معهد علوم الكمبيوتر بجامعة بون بألمانيا. اشتهر أرمين بمساهماته في العديد من مجالات الرياضيات المتقطعة بما في ذلك اللغة الشكلية ونظرية التشغيل الذاتي. في السنوات الأخيرة، تم الاعتراف بعمله في مجال الذكاء الإصطناعي، تعلم الآلة والروبوتية، وكذلك في المعلومات الجغرافية (الجيومعلوماتية) وقواعد البيانات الاستنتاجية.

## حياته وأعماله
درس أرمين ب. كريمرز الرياضيات والفيزياء في معهد كارلسروه للتكنولوجيا بألمانيا. بعد حصوله على دبلوم الدراسات العليا (1971) والدكتوراه (1972)، وكلاهما بامتياز، حصل على مؤهلاته الأكاديمية في علوم الكمبيوتر (1974)، وكلها من جامعة كارلسروه. بعد دعوة من سيمور غينسبرغ، التحق بجامعة كاليفورنيا الجنوبية (USC)، لوس أنجلوس، في عام 1973 حيث عمل حتى عام 1976 كأستاذ مساعد في الهندسة الكهربائية وعلوم الكمبيوتر.
في عام 1976 عاد أرمين. كريمرز إلى ألمانيا وعين كأستاذ في علوم الكمبيوتر في جامعة دورتموند للتكنولوجيا، حيث بقي حتى عام 1990، حيث كان يشغل كرسي أنظمة المعلومات. وفي نفس الوقت، استمر في العمل كأستاذ أبحاث زائر في جامعة جنوب كاليفورنيا، حيث قام مع توماس ن. هيبارد بتطوير مفهوم فضاءات البيانات، وهو نموذج حاسوبي شامل، نظريًا وتطبيقيًا.
في جامعة دورتموند للتكنولوجيا شغل أرمين كريمرز منصب رئيس قسم علوم الكمبيوتر، ومنذ أوائل عام 1985، عمل كنائب رئيس للبحوث والطاقم العلمي. في هذا المنصب، كان مسؤولاً عن تطوير مركز التكنولوجيا في دورتموند. كان البادئ والمدير المؤسس لمركز أنظمة الخبراء في دورتموند (ZEDO) وفي شمال الراين-وستفاليا (KI-NRW). من عام 1988 إلى عام 1996 كان أيضا عضوا في المجلس الإشرافي للمركز الوطني الألماني للبحوث في الرياضيات ومعالجة البيانات في جمعية فراونهوفر (GMD).
منذ عام 1990 عمل أرمين. ب. كريمرز أستاذ ومدير لعلوم الكمبيوتر ورئيس مجموعة الأبحاث في مجال الذكاء الاصطناعي في جامعة بون. من بون ساهم بشكل أساسي في الذكاء الاصطناعي والروبوتات (مع ولفرام بورجارد، ديتر فوكس، سيباستيان ثرون)، وتطوير هندسة البرمجيات، خاصة في الهندسة المدنية، ونظم المعلومات، لا سيما في علوم الأرض. فاز أرمين بجائزة AAAI للورق الكلاسيكي لعام 2016. أسس ماتياس جارك وأرمين. ب. كريمرز مركز بون آخن الدولي لتكنولوجيا المعلومات (B-IT) في عام 2001 وكان أرمين مدير علمي ومؤسس من جامعة بون حتى تقاعده من التدريس في عام 2014.
من 2004 إلى 2008 كان كريمز عميد كلية الرياضيات والعلوم الطبيعية، ومن أبريل 2009 إلى يوليو 2014 نائب رئيس الجامعة للتخطيط والمالية. وهو عضو في المجالس الاستشارية، وكذلك رئيس مجلس الجامعة في جامعة كوبلنز-لانداو.

## وصلات خارجية
- الموقع الرسمي
- أرمين بيرند كريمرز في شجرة علماء الرياضيات